# Tufão Kong-rey (2007)
O tufão Kong-rey (designação internacional: 0701; Designação do JTWC: 01W) foi um tufão que afetou Guam e as Ilhas Marianas do Norte no começo de abril de 2007. O tufão foi o primeiro nomeado da temporada de tufões no Pacífico de 2007. O tufão foi o primeiro a formar-se em abril desde o tufão Sudal, em 6 de abril de 2004. O tufão foi considerado, no seu pico de intensidade, equivalente a um furacão de categoria 3 na escala de furacões de Saffir-Simpson pelo Joint Typhoon Warning Center. Ao longo de seu caminho, o tufão não causou maiores danos.

## História meteorológica

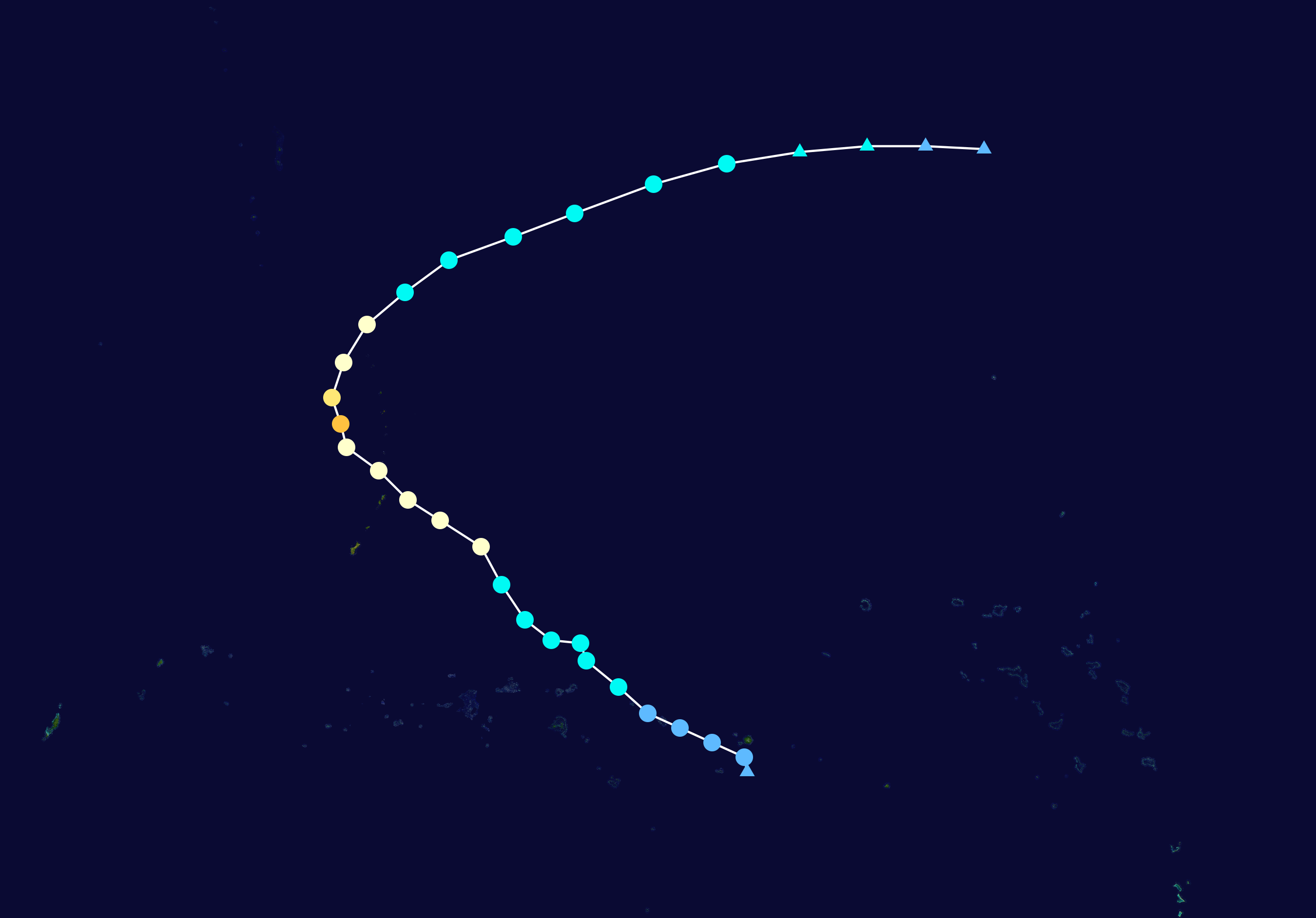
O caminho de Kong-rey

Em 26 de março, o Laboratório de Pesquisa Naval (LPN ou NRL em inglês) identificou uma grande área de baixa pressão no Oceano Pacífico Noroeste. A área moveu-se nos dias seguintes, gradualmente se organizando. De acordo com a Agência Meteorológica Japonesa, o sistema tornou-se uma depressão tropical em 30 de março. No dia seguinte, o JTWC emitiu um alerta de formação de ciclone tropical devido a um aumento da consolidação da circulação de ar de superfície do sistema. Os ventos constantes da depressão aumentaram para 55 km/h assim que a depressão seguia para oeste.
O JTWC emitiu o seu primeiro aviso sobre a depressão tropical 01W no final daquele dia, horário local. A depressão fortaleceu-se mais ainda e então, o JTWC designou esta depressão como tempestade tropical, a primeira da temporada. A AMJ fez o mesmo logo depois e nomeou o sistema de Kong-rey. O nome foi dado pelo Camboja e refere-se a uma personagem numa lenda do povo Khmer, que também é um nome de uma montanha.
Kong-rey continuou a seguir em direção às Ilhas Marianas e continuando a se fortalecer. Na manhã de 2 de abril, a AMJ classificou Kong-rey como uma tempestade tropical severa, horário local. O JTWC declarou Kong-rey como um tufão no final daquele dia. O tufão então virou para norte, ameaçando as Ilhas Marianas do Norte. O tufão passou sobre as ilhas em 3 de abril. Enquanto Kong-rey ameaçava as ilhas, a AMJ classficou o sistema também como um tufão.
Assim que Kong-rey se dirigia para nordeste, ele desenvolveu um olho irregular, com diâmetro de 30 km. O tufão fortaleceu-se ligeiramente pouco depois, antes de encontrar ventos de cisalhamento e águas frias, causando o enfraquecimento da convecção de ar no interior do sistema. A AMJ classificou novamente Kong-rey como uma tempestade tropical severa em 4 de abril. Assim que Kong-rey acelerou em direção a nordeste, encontrou condições ambientais hostis, causadas por um cavado de latitudes médias. O tufão começou a se tornar um ciclone extratropical na madrugada de 5 de abril e logo depois o JTWC emitiu seu último aviso sobre Kong-rey. A AMJ também emitiu seu último aviso sobre Kong-rey depois que o sistema já tinha se tornado um ciclone extratropical.
Em análises pós-tempestade, o JTWC aumentou o pico de intensidade para ventos máximos sustentados de 185 km/h. Sendo assim, Kong-rey foi classificado de categoria 2 para categoria 3 na escala de furacões de Saffir-Simpson.

## Preparativos
Assim que Kong-reu ia em direção às Ilhas Marianas, um alerta de tufão foi emitido para Guam, Rota, Tinian e Saipan na manhã de 1º de abril, horário local. Um aviso de ciclone tropical nível 3 foi emitido para Guam às 04:00 UTC do mesmo dia, avisando os residentes para prepararem kits de emergência, rever os planos em desastres e ter as precauções necessárias assim que a tempestade se aproximava. O alerta foi substituído por um aviso de tufão no final daquele dia assim que Kong-rey aproximava-se das ilhas. Condições de ciclone tropical foi elevado para nível doi para o restantes das ilhas e a autoridade portuária de Guam abriu seus portos para qualquer embarcação que estivesse no caminho do tufão.

Imagem de radar em Guam mostrando a passagem do tufão Kong-rey sobre as Ilhas Marianas em 3 de abril

Os avisos de tufão para Guam foram cancelados depois que a previsão feita pelo escritório de Guam do Serviço Nacional de Meteorologia dos Estados Unidos mostrou que os ventos fortes não iriam atingir a ilha. Para Rota, o aviso de tufão foi substituído por aviso de tempestade tropical ao mesmo tempo. Pouco depois, um aviso de tufão foi emitido para Agrihan. Os residentes em Agrihan, Pagan e Alamagan foram avisados para porem em prática todas as medidas precautivas. Em Saipan, o governador das Ilhas Marianas do Norte, Benigno R. Fitial, liberou equipes de trabalho não-essenciais na tarde de 2 de abril, assim que o Escritório de Gerenciamento de Emergências começou a abrir os abrigos temporários. Além disto, reuniões com o objetivo de estabelecer um Estudo de Impactos Ambientais relativos a relocações militares foram adiados por quinze dias. Vários voos foram cancelados na ilha durante a passagem do tufão.
Na manhã de 3 de abril, os avisos de tempestade tropical para Rota e os avisos de tufão para Saipan e Tinian foram cancelados. O governador das ilhas declarou que o perigo já tinha passado. Condições de ciclone tropical nível 1 foram mantidos para Agrihan, Pagan e Alamagan até o final do mesmo dia, horário local. Na manhã de 4 de abril, assim que a tempestade se afastava das ilhas, todos os avisos e alertas foram cancelados.

## Observações meteorológicas e impactos

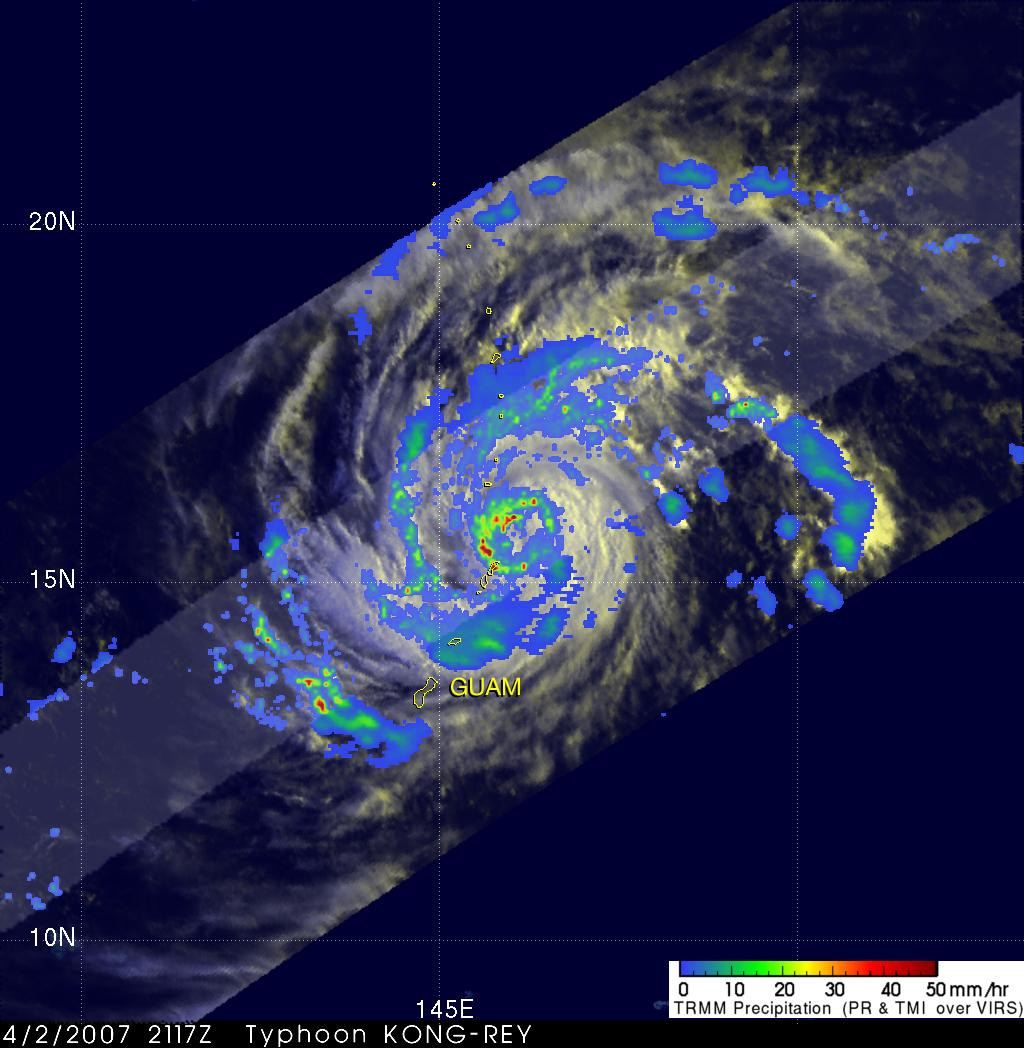
Imagens de satélite montrando Kong-rey às 21:17 UTC de 2 de abril assim que passava sobre as Ilhas Marianas, mostrando a intensidade da chuva associada

Em Guam, a rajada de vento mais forte foi de 52 km/h na Base da Força Aérea de Andersen. Em todas as Ilhas Marianas do Norte,  rajada de vento mais forte, de 124 km/h, foi registrada em Agrihan. Em saipan, a pressão atmosférica mínima foi de 995,3 mbar. Em Guam, apesar dos ventos, choveu pouco. A maior precipitação acumulada num período de 24 horas foi registrada em Saipan, 68,6 mm. E num período de 30 horas choveu 90,9 mm em Agrihan, entre 3 e 4 de abril, horário local.
O tufão atrasou uma delegação de congressistas nos Estados Unidos que iam para Guam.
Os efeitos do tufão Kong-rey na agricultura foram mínimos. Quedas de eletricidade foram registradas apenas em regiões isoladas, principalmente em Saipan. Entretanto, não houve registros de mortos ou feridos, nem grandes danos após a passagem de Kong-rey.